# Rue des Deux Maisons
 (signalé en août 2025).
Si vous disposez d'ouvrages ou d'articles de référence ou si vous connaissez des sites web de qualité traitant du thème abordé ici, merci de compléter l'article en donnant les références utiles à sa vérifiabilité et en les liant à la section « Notes et références ».
- Archive Wikiwix
- Bing
- Cairn
- DuckDuckGo
- E. Universalis
- Gallica
- Google
- G. Books
- G. News
- G. Scholar
- Persée
- Qwant
- (zh) Baidu
- (ru) Yandex
- (wd) trouver des œuvres sur Wikidata

 (août 2025).
Motif : Rue sans notoriété évidente. Sources secondaires semblent absentes.
- Archive Wikiwix
- Bing
- Cairn
- DuckDuckGo
- E. Universalis
- Gallica
- Google
- G. Books
- G. News
- G. Scholar
- Persée
- Qwant
- (zh) Baidu
- (ru) Yandex
- (wd) trouver des œuvres sur Wikidata

| 1. | Préciser le motif de la pose du bandeau. | Précisez le motif de la pose du bandeau en utilisant la syntaxe suivante : {{admissibilité à vérifier\|date=août 2025\|motif=remplacez ce texte par le motif}}                            |
| 2. | Informer les utilisateurs concernés.     | Pensez à avertir le créateur de l'article, par exemple, en insérant le code ci-dessous sur sa page de discussion : {{subst:avertissement admissibilité à vérifier\|Rue des Deux Maisons}} |

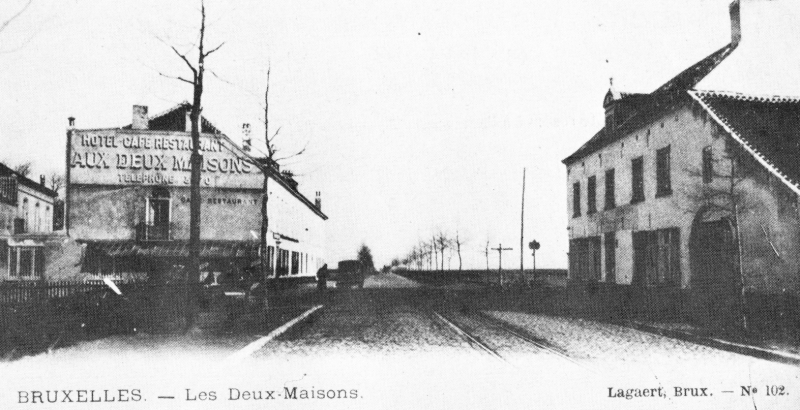
L’hôtel-café-restaurant Aux deux maisons en 1905

La rue des Deux Maisons (Twee Huizenstraat en néerlandais) est une rue bruxelloise d'Evere qui commence avenue du Cimetière de Bruxelles et qui se termine chaussée de Louvain. Elle est à circulation en sens unique au départ de l'avenue du Cimetière de Bruxelles.

## Description
La rue porte le nom de l’hôtel-café-restaurant Aux deux maisons, aujourd’hui disparu, qui se trouvait à l'aboutissant de la rue dans la chaussée de Louvain.
Marie-Élisabeth d'Autriche y possédait une faisanderie où elle fit construire deux pavillons de chasse.